# Église Saint-Martin de Caïx
Pour les articles homonymes, voir Église Saint-Martin et Caix (homonymie).
L'église Saint-Martin de Caïx est une église catholique située au hameau de Caïx, sur le territoire de la commune de Luzech, dans le département du Lot, en France.

## Historique
Le style des chapiteaux peut être rapproché de certaines des parties romanes de l'église de Cambayrac. Ces deux réalisations semblent assez tardives et pourraient ne pas être antérieures à la fin du XIIe siècle ou au début du XIIIe siècle. 
L'édifice a été inscrit au titre des monuments historiques le 13 janvier 1993.
Plusieurs objets sont référencés dans la base Palissy.

## Description
L'église est à nef unique et à abside semi-circulaire. La nef est couverte par une charpente. L'abside et la travée droite de chœur sont voûtées, la première en cul-de-four, la seconde en berceau brisé. Deux demi-colonnes partagent la nef en trois travées.

## Vitraux
Des vitraux signés Henri Gesta, 1924, ont été déposés et sont présentés dans la tribune ouest.